# Kim Seong-hoon (réalisateur, né en 1971)
 (septembre 2023).
Si vous disposez d'ouvrages ou d'articles de référence ou si vous connaissez des sites web de qualité traitant du thème abordé ici, merci de compléter l'article en donnant les références utiles à sa vérifiabilité et en les liant à la section « Notes et références ».
Ne doit pas être confondu avec Kim Seong-hoon (réalisateur, né en 1974).
Dans ce nom coréen, le nom de famille, Kim, précède le nom personnel.
Kim Seong-hoon (coréen 김성훈) est un réalisateur et scénariste sud-coréen, né le 20 février 1971 à Gangneung dans la province de Gangwon.

## Filmographie

### En tant que réalisateur
- 2006 : How the Lack of Love Affects Two Men (애정결핍이 두 남자에게 미치는 영향)
- 2014 : Hard Day (끝까지 간다)
- 2016 : Tunnel (터널)
- 2019 : Kingdom (킹덤) (série télévisée)
- 2023 : Ransomed (비공식작전)

### En tant que scénariste
- 2004 : The Guy was Cool (그 놈은 멋있었다)
- 2006 : How the Lack of Love Affects Two Men (애정결핍이 두 남자에게 미치는 영향)
- 2014 : Hard Day (끝까지 간다)

### En tant qu'acteur
- 2006 : How the Lack of Love Affects Two Men (애정결핍이 두 남자에게 미치는 영향)

## Distinctions

### Récompenses
- Baeksang Arts Awards 2014 : Meilleur réalisateur pour Hard Day (끝까지 간다)
- Grand Bell Awards 2014 : Meilleur réalisateur pour Hard Day (끝까지 간다)
- Pacific Meridian 2014 : prix NETPAC pour Hard Day (끝까지 간다)
- Festival 2 Valenciennes  2017 : prix du jury et prix du public pour Tunnel (터널)
- Festival international du film fantastique de Bruxelles 2017 : Prix de la Critique

### Nominations
- Baeksang Arts Awards 2014 : Meilleur scénario pour Hard Day (끝까지 간다)
- Blue Dragon Film Awards 2014 : Meilleur réalisateur pour Hard Day (끝까지 간다)
- Festival international du film d'Hawaï 2014 : Meilleur film pour Hard Day (끝까지 간다)
- Festival international du film du sud d'Oslo 2014 : Meilleur film pour Hard Day (끝까지 간다)